# Rio Gâlma (Ialomiţa)
O Rio Gâlma é um rio da Romênia, afluente do Ialomiţa, localizado no distrito de Dâmboviţa.